# Ліга Меоре
Ліга Меоре (груз. მეორე ლიგა) або Друга ліга — третя футбольна ліга в ієрархії чемпіонату Грузії. Її було організовано 1990 року. Існує дві зони другої ліги — західна, в які беруть участь 15 команд, та східна, де виступають 12 команд.

## Клуби 2009-10

### Західна зона
- Саірме (Багдаті)
- Торпедо-2 (Кутаїсі)
- Самґуралі (Цхалтубо)
- Динамо (Кутаїсі)
- Аделі (Батумі)
- Імереті (Хоні)
- Чхірімела (Хараґаулі)
- Чіхура-2 (Сачхере)
- Скурі (Цаленджіха)
- Динамо-2 (Батумі)
- Сулорі (Вані)
- Марґветі (Зестафоні)
- Торпедо-2 (Кутаїсі)
- Ґурія-2 (Ланчхуті)
- Бахмаро (Чохатаурі)

### Східна зона
- Араґві (Душеті)
- Діла (Ґорі)
- Спартакі-2 Цхінвалі (Ґорі)
- 35-ий Ф.С. Тбілісі (Тбілісі)
- Лідері (Тбілісі)
- Ґвардія (Тбілісі)
- Аваза (Тбілісі)
- Абулі (Ахалкалакі)
- Алґеті (Марнеулі)
- Іверія (Хашурі)
- Тіанеті (Алвані)
- Зоовет (Тбілісі)